# Кемаль Сунал
Алі Кемаль Сунал (тур. Ali Kemal Sunal, 11 листопада 1944 — 3 липня 2000) — турецький актор та комік. Кемаль Сунал став надзвичайно популярним серед шанувальників турецького кіно завдяки ролям у таких фільмах, як «Hababam Sınıfı», «Kapıcılar Kralı» та «Davaro». Глядачі особливо полюбили його комедійний образ Шабана, якого він часто втілював на екрані.

## Кар'єра
Кемаль Сунал закінчив школу Вефа. Ще в юності він розпочав свій шлях до тривалої та успішної акторської кар'єри, граючи другорядні ролі в різних театрах. Деякий час працював у Театрі Кентерлер, де дебютував у п'єсі тур. Zoraki Tabip («Лікар мимоволі»). Пізніше перейшов до Театру кабаре «Девекушу» (тур. Devekuşu Kabare Tiyatrosu), де продовжував свою акторську діяльність.
Його талант швидко помітили, і Сунал почав отримувати запрошення на зйомки у фільмах з більшими бюджетами та в компанії відоміших акторів. Його першою великою роллю стала робота у фільмі «Tatlı Dillim» («Солодкомовна») режисера Ертема Егілмеза. Вже за кілька років Сунал знімався разом із Халіт Акчатепе, Шенер Шен та Мюнір Озкул.
Чи не найвідомішою його роботою стала роль Шабана в серії фільмів Hababam Sınıfı («Пустотливий клас»). Хоча більшість екранних однокласників називали його Інек Шабан (що можна перекласти як Шабан-зубрила або Шабан-корова). Його персонаж, Інек Шабан, постійно потерпав від знущань та принижень з боку друзів, проте це ніколи не зупиняло його перед неймовірними витівками: наприклад, він намагався прокопати тунель для втечі зі школи (який, щоправда, вивів його до кабінету завуча) або потайки курив на шкільному горищі. Цей образ виявився настільки яскравим і так міцно увійшов у пам'ять турецького народу, що в нових екранізаціях Hababam Sınıfı роль Шабана не виконував жоден інший актор – найімовірніше, на знак поваги до Кемаля Сунала.
Серед інших його знакових ролей: Тосун Паша; Шабан у фільмі тур. Süt Kardeşler («Молочні брати»); Король двірників у стрічці тур. Çöpçüler Kralı, закоханий у наречену муніципального службовця; Доктор Дживаним у фільмі тур. Doktor Civanım, колишній лікарняний санітар, який після повернення до рідного села видає себе за лікаря; та «Орта Дірек Шабан» у тур. Orta Direk Şaban – наївний чоловік, що мріє стати спортсменом, аби справити враження на кохану дівчину.
Надзвичайна популярність фільмів Сунала пояснюється не лише їхнім неповторним гумором, а й тим, як вони відображали численні проблеми бідного сільського населення Туреччини 1970-х та 1980-х років. Майже в усіх своїх фільмах Кемаль Сунал втілював образ простої бідної людини, яка намагається заробити на життя.
Останнім фільмом Сунала стала стрічка тур. Propaganda («Пропаганда»), режисером якої був Сінан Четін. Цей фільм, серйозна драма, помітно контрастував з попередніми комедійними роботами актора. За сюжетом, персонаж Сунала переживає глибоку внутрішню кризу, розриваючись між службовим обов'язком правоохоронця та дружніми почуттями. На думку багатьох глядачів та критиків, цей фільм не став вершиною його творчості. Примітно, що в цій стрічці також знявся син Кемаля, Алі Сунал, який виконав роль молодшого митника.

## Особисте життя
Сунал намагався тримати своє приватне життя та родину подалі від уваги ЗМІ й рідко з'являвся на публіці. Ті, хто знав його особисто, відзначали, що в реальному житті він був надзвичайно серйозною людиною — на противагу тим комічним персонажам, яких втілював на екрані. Навіть перебуваючи на вершині кар'єри, він вирішив завершити навчання в університеті, яке перервав на початку свого творчого шляху. Попри свою популярність, він відвідував заняття як звичайний студент і стверджував, що «саме такий підхід йому до вподоби».
Мрії Сунала про вищу освіту були перервані у 1980 році, під час військового перевороту. Його прагнення здобути диплом нарешті здійснилося у 1995 році, коли він отримав ступінь бакалавра за спеціальністю «Радіо, телебачення та кінознавство» в Університеті Мармара. Згодом він вирішив продовжити навчання і в 1998 році здобув ступінь магістра в тому ж університеті, захистивши дисертацію, темою якої обрав власну творчість. Цю подію ЗМІ висвітлювали під заголовками на зразок «тур. İnek Şaban Master Yaptı» («Шабан-зубрила став магістром»), а його «однокласники» з «Hababam Sınıfı» жартували: «тур. Profesorluk Bekliyoruz» («Чекаємо на професорський ступінь»). На церемонії вручення дипломів він виголосив промову, в якій пожартував, що його життєвий шлях — спочатку робота, а вже потім університет — виявився кращим, адже дозволив спершу набути цінного життєвого досвіду.

## Смерть
Кемаль Сунал помер 3 липня 2000 року внаслідок раптового серцевого нападу на борту літака, що прямував до Трабзону, безпосередньо перед зльотом. Повідомлялося, що він боявся літати. Його смерть спричинила глибоку жалобу, що охопила всю країну, а новини про неї домінували в ЗМІ протягом багатьох днів. Його поховали на цвинтарі Зінджирлікую в Стамбулі.
У Кемаля Сунала та його дружини Гюль Сунал було двоє дітей: Алі Сунал (нар. 1977) та Езо Сунал (нар. 1985).

## Фільмографія

### Фільми
| Рік  | Фільм                                                                   | Роль                    | Примітки             |
| ---- | ----------------------------------------------------------------------- | ----------------------- | -------------------- |
| 1972 | Tatlı Dillim                                                            | Баскетболіст            | Дебютна роль         |
| 1973 | Canım Kardeşim (Мій дорогий брат)                                       | Пасажир                 |                      |
| 1973 | Yalancı Yarim (Моя брехлива кохана)                                     | Кемаль                  |                      |
| 1973 | Oh Olsun (Так тобі й треба)                                             | Фазил                   |                      |
| 1973 | Güllü Geliyor Güllü (Гюллю йде, Гюллю)                                  | Найманий вбивця         |                      |
| 1974 | Hasret (Туга)                                                           | Яник                    |                      |
| 1974 | Salak Milyoner (Дурний мільйонер)                                       | Саффет                  |                      |
| 1974 | Köyden İndim Şehire (З села в місто)                                    | Саффет                  |                      |
| 1974 | Salako (Салако)                                                         | Салако                  | Перша головна роль   |
| 1974 | Mavi Boncuk (Блакитна намистина)                                        | Каймакам Джафер         |                      |
| 1975 | Şaşkın Damat (Розгублений наречений)                                    | Апті                    |                      |
| 1975 | Hababam Sınıfı                                                          | Інек (Корова) Шабан     |                      |
| 1975 | Hanzo                                                                   | Ханзо / Джаббар         | Подвійна роль        |
| 1975 | Hababam Sınıfı Sınıfta Kaldı (Пустотливий клас залишився на другий рік) | Інек (Корова) Шабан     |                      |
| 1976 | Tosun Paşa                                                              | Шабан / Тосун Паша      |                      |
| 1976 | Süt Kardeşler (Молочні брати)                                           | Шабан                   |                      |
| 1976 | Sahte Kabadayı (Фальшивий бандит)                                       | Кемаль                  |                      |
| 1976 | Meraklı Köfteci (Допитливий котлетник)                                  | Зюхтю Каришан           |                      |
| 1976 | Kapıcılar Kralı (Король воротарів)                                      | Сеїд                    |                      |
| 1976 | Hababam Sınıfı Uyanıyor (Пустотливий клас прокидається)                 | Інек (Корова) Шабан     |                      |
| 1977 | Hababam Sınıfı Tatilde (Пустотливий клас на канікулах)                  | Інек (Корова) Шабан     |                      |
| 1977 | Sakar Şakir (Незграбний Шакір)                                          | Шакір                   |                      |
| 1977 | Şabanoğlu Şaban (Шабан, син Шабана)                                     | Шабан                   |                      |
| 1977 | İbo İle Güllüşah (Ібо та Гюллюшах)                                      | Ібрагім                 |                      |
| 1977 | Çöpçüler Kralı (Король сміттярів)                                       | Абді Шакрак             |                      |
| 1978 | Avanak Apti (Дурник Апті)                                               | Апті                    |                      |
| 1978 | Kibar Feyzo (Ввічливий Фейзо)                                           | Фейзо                   |                      |
| 1978 | Köşeyi Dönen Adam (Людина, що розбагатіла)                              | Адем                    |                      |
| 1978 | Yüz Numaralı Adam (Людина номер сто)                                    | Шабан                   |                      |
| 1978 | İyi Aile Çocuğu (Хороший сім'янин)                                      | Кемаль / Джемаль        | Подвійна роль        |
| 1978 | İnek Şaban (Шабан-корова)                                               | Шабан / Бюлент          | Подвійна роль        |
| 1979 | Umudumuz Şaban (Наша надія Шабан)                                       | Рінго Шабан             |                      |
| 1979 | Şark Bülbülü (Східний соловей)                                          | Шабан Баллисес          |                      |
| 1979 | Korkusuz Korkak (Безстрашний боягуз)                                    | Мюлаїм Серт             |                      |
| 1979 | Dokunmayın Şabanıma (Не чіпайте мого Шабана)                            | Шабан                   |                      |
| 1979 | Bekçiler Kralı (Король охоронців)                                       | Шабан Озгюнеш           |                      |
| 1980 | Zübük                                                                   | Ібрагім Зюбюкзаде       |                      |
| 1980 | Devlet Kuşu (Птах щастя)                                                | Мустафа                 |                      |
| 1980 | Gerzek Şaban (Дурний Шабан)                                             | Осман / Сейфі           | Подвійна роль        |
| 1980 | Gol Kralı (Король голів)                                                | Саїт Сариоглу           |                      |
| 1981 | Üç Kağıtçı (Шахрай)                                                     | Рифки                   |                      |
| 1981 | Kanlı Nigar                                                             | Нарчин / Абді           | Подвійна роль        |
| 1981 | Davaro                                                                  | Мемо Даваро             |                      |
| 1982 | Yedi Bela Hüsnü (Хюсню Сім Бід)                                         | Хюсню                   |                      |
| 1982 | Doktor Civanım (Мій лікар-красень)                                      | Кемаль                  |                      |
| 1983 | Tokatçı (Аферист)                                                       | Осман                   |                      |
| 1983 | Kılıbık (Підкаблучник)                                                  | Каміль                  |                      |
| 1983 | En Büyük Şaban (Найвеличніший Шабан)                                    | Шабан                   |                      |
| 1983 | Çarıklı Milyoner (Мільйонер у постолах)                                 | Байрам                  |                      |
| 1984 | Postacı (Листоноша)                                                     | Яндан Чаркли Адем       |                      |
| 1984 | Şabaniye                                                                | Шабан / Шабаніє         |                      |
| 1984 | Ortadirek Şaban (Шабан середня опора)                                   | Шабан                   |                      |
| 1984 | Atla Gel Şaban (Прискачи на коні, Шабан)                                | Ніязі                   |                      |
| 1985 | Sosyete Şaban (Світський Шабан)                                         | Шабан Ага / Ділавер Бей | Подвійна роль        |
| 1985 | Şendul Şaban (Вдова Шабан)                                              | Шабан                   |                      |
| 1985 | Şaban Papuçu Yarım (Шабан, черевик наполовину)                          | Шабан                   |                      |
| 1985 | Keriz (Простак)                                                         | Зюльфю                  |                      |
| 1985 | Katma Değer Şaban (Шабан з доданою вартістю)                            | Шабан                   |                      |
| 1985 | Gurbetçi Şaban (Шабан-гастарбайтер)                                     | Шабан                   |                      |
| 1986 | Yoksul (Бідняк)                                                         | Йоксул                  |                      |
| 1986 | Garip (Дивак)                                                           | Кемаль                  |                      |
| 1986 | Tarzan Rıfkı (Тарзан Рифки)                                             | Тарзан Рифки            |                      |
| 1986 | Deli Deli Küpeli (Божевільний з сережкою)                               | Каймакам                |                      |
| 1986 | Davacı (Позивач)                                                        | Юнус                    |                      |
| 1987 | Yakışıklı (Красунчик)                                                   | Селім                   |                      |
| 1987 | Kiracı (Квартирант)                                                     | Керім                   |                      |
| 1987 | Japon İşi (Японська штучка)                                             | Вейсел                  |                      |
| 1988 | Düttürü Dünya (Свистячий світ)                                          | Дютдют Мехмет           |                      |
| 1988 | Uyanık Gazeteci (Пильний журналіст)                                     | Алі                     |                      |
| 1988 | Sevimli Hırsız (Милий злодій)                                           | Метін Мертоглу          |                      |
| 1988 | Polizei (Поліція)                                                       | Алі Екбер               |                      |
| 1988 | Öğretmen (Вчитель)                                                      | Вчитель Хюсню           |                      |
| 1988 | İnatçı (Впертий)                                                        | Байрам                  |                      |
| 1988 | Bıçkın (Шибайголова)                                                    | Алі / Сам себе          | Подвійна роль        |
| 1989 | Zehir Hafiye (Отруйний детектив)                                        | Джемаль                 |                      |
| 1989 | Talih Kuşu (Птах удачі)                                                 | Осман Абали             |                      |
| 1989 | Gülen Adam (Людина, що сміється)                                        | Юсуф Шаплак             |                      |
| 1990 | Abuk Sabuk Bir Film (Безглуздий фільм)                                  | Адемоглу                |                      |
| 1990 | Koltuk Belası (Крісельна біда)                                          | Зюхтю Кая               |                      |
| 1990 | Boynu Bükük Küheylan (Похнюплений Кюхейлан)                             | Ібрагім Кюхейлан        |                      |
| 1991 | Varyemez (Скнара)                                                       | Рагип Елібол            |                      |
| 1999 | Propaganda                                                              | Мехді                   | Остання головна роль |

### Телебачення
| Рік  | Назва                               | Роль                 | Примітки    |
| ---- | ----------------------------------- | -------------------- | ----------- |
| 1992 | Saygılar Bizden (З повагою від нас) | Судовий пристав Різа |             |
| 1993 | Şaban Askerde (Шабан в армії)       | Шабан                | 28 епізодів |
| 1994 | Bay Kamber (Пан Камбер)             | Пан Камбер           | 11 епізодів |
| 1997 | Şaban İle Şirin (Шабан та Ширін)    | Шабан                | 3 епізоди   |

## Нагороди
- 1977: 14-й Антальський кінофестиваль «Золотий апельсин», Найкращий актор, за фільм Kapıcılar Kralı («Король воротарів»)
- 1998: 35-й Антальський кінофестиваль «Золотий апельсин», Почесна нагорода за життєві досягнення
- 1989: 2-й Анкарський кінофестиваль, Найкращий актор, за фільм Düttürü Dünya («Свистячий світ»)

## Книги
| Рік  | Оригінальна назва                    | Видавництво   | ISBN            |
| ---- | ------------------------------------ | ------------- | --------------- |
| 1998 | TV ve Sinemada Kemal Sunal Güldürüsü | Sel Yayınları | ISBN 9755702628 |
| 2001 | Kemal Sunal Güldürüsü                | Om Yayınevi   | ISBN 9756827793 |